# إسحاق شامير
إسحاق شامير (22 أكتوبر 1915 - 30 يونيو 2012)، سياسي إسرائيلي ورئيس وزراء إسرائيل السابع، تولى منصبه لفترتين (1983-1984، 1986-1992). كان شامير قبل إنشاء دولة إسرائيل زعيمًا للجماعة الصهيونية المسلحة ليحي، المعروفة أيضًا باسم عصابة شتيرن.
نشأ يتسحاق شامير في بولندا في فترة ما بين الحربين العالميتين. انضم شامير إلى منظمة بيتار، وهي الجناح شبه العسكري لحزب هاتزهار السياسي الصهيونية التصحيحي بقيادة زئيف جابوتنسكي. في عام 1935، هاجر شامير من بياليستوك إلى فلسطين البريطانية، حيث عمل في مكتب للمحاسبة. انضم شامير إلى جماعة الإرغون شبه العسكرية الصهيونية بقيادة مناحيم بيغن. خلال الحرب العالمية الثانية، انقسمت منظمة الإرغون حول مسألة دعم دول المحور ضد الإمبراطورية البريطانية. سعى أبراهام شتيرن وشامير إلى التحالف مع إيطاليا الفاشية وألمانيا النازية وشكلا مجموعة ميليشيا انفصالية سميت (ليحي). فشلت ليحي بإقناع قوى المحور بتقديم الدعم لها. بعد اغتيال شتيرن عام 1942، تولى شامير قيادة ليحي.
في عام 1944 من شولاميت ليفي، وهي عضو وزميلة له في ليحي. خلال حرب فلسطين عام 1948، ارتكبت منظمة ليحي والإرغون مذبحة دير ياسين التي راح ضحيتها أكثر من 100 فلسطيني.
بعد قيام دولة إسرائيل، خدم شامير في الموساد بين عامي 1955 و1965. أدار شامير عملية ديموقليس واستقال من الموساد بعد أن أمر رئيس الوزراء ديفيد بن غوريون بإنهاء العملية. في عام 1969 انضم شامير إلى حزب حيروت الذي يتزعمه مناحيم بيغن. انتخب شامير لأول مرة للكنيست عام 1973 كعضو في تحالف أحزاب الليكود، وشغل منصب رئيس الكنيست بعد أن أصبح الليكود أول حكومة إسرائيلية يمينية بعد فوزه في الانتخابات التشريعية الإسرائيلية عام 1977 ضد تحالف رئيس الوزراء شيمون بيريز. عين شامير وزيرا للخارجية من قبل رئيس الوزراء بيغن في عام 1980 وهو المنصب الذي شغله حتى عام 1986. كان شامير وزيرا للخارجية خلال الغزو الإسرائيلي للبنان عام 1982.
فاز شامير في انتخابات قيادة حزب حيروت عام 1983 ليخلف بيغن كزعيم للحزب، مما جعله رئيسًا للوزراء وزعيمًا لحزب الليكود. خسر رئيس الوزراء اسحق شامير انتخابات عام 1984 أمام بيريز. ودخل بيريز وشامير في اتفاق ائتلافي كبير حيث أصبح بيريز رئيسا للوزراء بينما بقي شامير وزيرا للخارجية حتى عام 1986، وفي ذلك العام، تبادل بيريز وشمير أدوارهما. بدأت الانتفاضة الأولى في عام 1987 وقاوم شامير حل الدولتين للصراع الإسرائيلي الفلسطيني. وحد شامير تحالف الليكود في حزب واحد في عام 1988. واستأنف على مضض عملية السلام الإسرائيلية الفلسطينية بناء على طلب من الولايات المتحدة والاتحاد السوفيتي والتي بلغت ذروتها في مؤتمر مدريد عام 1991. خسر شامير الانتخابات التشريعية الإسرائيلية عام 1992 أمام إسحاق رابين وفي عام 1993 حل محله بنيامين نتنياهو كزعيم لليكود.

## حياته

### فترة الطفولة والشباب
ولد أسحق شامير 15 أكتوبر 1915 وهو يحمل اسم إسحق يزرنيتسكي لأم تدعى بنينا فيرلا لفيت شفزين ولأب يدعي شلومو يزرنيتسكي.ولقد ولد شامير ببلدة روجنوي في ولاية جروديا التابعة للمركز اليهودي بالإمبراطورية الروسية. وقد أصبحت هذه البلدة خلال وقت قصير جزءا من دولة بولندا الجديدة. وقد كان والد شامير رئيس الطائفة اليهودية بهذه البلدة والتي كانت ذات كثافة سكانية يهودية بارزة. وقد انتقلت أسرته خلال فترة طفولته إلى مدينة فولكوفيسكي. وقد بدأ عام 1934 في دراسة الدراسات القضائية في جامعة وارسو وهذا إلى جانب ما قام به من أنشطة حماسية في منظمة بيتار والتي تعني حرفيا ميثاق يوسيف ترومبلدور وهي منظمة شبابية رياضية قائمة الآن في إسرائيل وتحمل اسم ترومبلدور. إلا أن شامير لم يكمل دراسته القضائية نظرا لهجرته إلى فلسطين عام 1935. بعد هجرته قام بالدراسة في بادئ الأمر بكلية الآداب بالجامعة العبرية في القدس. وقد انضم عام 1937 إلى منظمة إتسل (المنظمة العسكرية القومية) ثم أوقف شامير دراسته وعمل كعامل بناء حتى يتمكن من إعانة نفسه ثم موظفا في مكتب روئي حشبون. وقد ظلت أسرة شامير تعيش في بولندا فيما مات والديه وأختيه (رفقا وميريام) وأسرهن في الأحداث النازية.

### مشاركته في منظمة ليحي
تعد انفصال منظمة ليحي (شتيرن) عن منظمة إتسل (الارجون) عام 1940 ظل شامير في حيرة من أمره لفترة طويلة أيستمر في منظمة ليحاي أم يتركها. ثم أجرى حوارات حتى يتضح الأمر مع دافيد ريزيال ويائير. وفي سبتبمبر 1940 أبلغ شامير جنوده في منظمة إتسل أنه سيظل في المنظمة نظرا لأن الطريق الذي يسلكه يائير محفوف بالمخاطر. إلا أنه في يناير 1941 وعلى ضوء العلاقات الوطيدة بين منظمة إتسل والبريطانيين ترك شامير مننظمة إتسل وانضم إلى ليحي التي تبنى فيها فكرة إطلاق اسم مايكل كولينس على اسم منظمة السرية ميخائيل. وقد قاد كولنس صراعا قوميا ضد الحكم البريطاني في أيرلندا. كذلك بتنى شامير اسم عائلته (شامير) بعد إطلاقه هذا الاسم خلال فترة معينة على المنظمة. بعد أن قام البوليس السري البريطاني بمطاردة شامير، ما كان من شامير إلا أن أطلق لحيته وسالفه وارتدى معطفا وقبعة وأطلق على نفسه الحاخام شامير. في =يسمبر 1941 تم اعتقال شامير في معسكر الاعتقال (مزرعا). وفي سبتمبر 1942 هرب شامير من السجن بصحبة عضو منظمة ليحاي (إلياهو جلعادي). وقد لاذا كلاهما ببيت إليشع الذي أعد لهم مكان للمبيت وقد ساعد إليشع جلعادي في استبدال ملابسه بزي خفير فيما ارتدى شامير ملابس ضابط بولندي. كما ساعدهم أليشع في نقلهم إلى مركز إسرائيل لينضم الاثنان بعد هروبهما من السجن إلى القيادة الجماعية التابعة لمنظمة ليحاي والتي استبدلت قائدها أبراهام شطران (يائير) وخلال قيادة جلعادي للمنظمة بعد تصفية البريطانيين لقائدها السابق بولي سلك جلعادي تصرفات متطرفة فما كان من منظمة ليحاي إلا أن قامت بقتله بأمر من شامير في وقت غير معلوم من عام 1943 وذلك على ضوء اختلاف في الرأي الذي نشب بين جلعادي وباقي قادة المنظمة. بعد مقتل جلعادي وهروب عشرين معتقلا تابعا لمنظمة ليحاي من معسكر الاعتقال تكونت قيادة ثلاثير للمنظمة هم شامير ويسرائيل ألداد وفاتان يالين. وحينما قاد شامير عمليات تكتيكية اعتقل على أسرها حمل يالين مسؤولية شامير عن هذه العمليات. في عام 1944 تزوج شامير من سارة ليبي التي التقى بها خلال فترة الاعتقال في معسكر مزراعا. وقد هاجرت سارة إلى إسرائيل عام 1941 قادمة من بولغاريا كما قامت السلطات البريطانية بإلقاء القبض عليها لكونها مهاجرة غير شرعية.
ونظرا لكون شامير عضوا في قيادة منظمة ليحاي فإنه كان مسؤولا عن عمليات مختلفة كان أبرزها عام 1944 في محاولته اغتيال المندوب السامي اللورد مكمايكل. وقتل اللورد موين في مصر. في التاسع والعشرين من يوليو 1946 تم اعتقال شامير وأرساله إلى معسكر الاعتقال في إريتريا. قد هرب شامير وعدد من المعتقلين التابعين لمنظمتا إتسل وليحي ووصلوا إلى باريس عبر دولة جيبوتي. في 20 مايو 1948 عاد شامير إلى إسرائيل بعد أيام قليلة من إعلان قيام الدولة العبرية. في السابع عشر من سبتمبر 1948 ظهر اسم شامير ليتهم في مقتل الحاكم السويدي فولكا برنؤوط وستيط مجلس الأمن التابع إلى الأمم المتحدة. وقد اعتقد الكثيرون أن شامير متورط في قتل فولكا. وعلى الرغم من صدور أمر باعتقال شامير إلا أنه لم يعتقل ولم تتهمه المحكمة بهذه الجريمة على عكس عدد كبير من أعضاء منظمة ليحاي الذين اعتقلوا على خلفية هذه الجريمة. وفي استجوابه حول تورطه في مقتل الحاكم السويدي اكتفى شامير بالإشادة بمن اتخذ قرار تنفيذ مثل هذه العملية كما أكد عدم معارضته لهذه العملية.

### العمل في القطاع الخاص في الموساد
انضم شامير إلى حزب المقاتلين بعد إقامة إسرائيل وقد ضم هذا الحزب عددا كبيرا من أعضاء منظمة ميحاي وعمل شامير كأمين عام لمقر الحزب في تل أبيب. في مقابل ذلك عمل شامير في أعمال مختلفة من بينها إدارة مكتب شركة اقتصادية في تل أبيب وشبكة أدوار السينما في منظمة رمات جن. وفي عام 1952 1953 نجح شامير وعدد من أعضاء منظمة ليحاي من بينهم ناتان يلين مور وشلومو بن شلومو في تأسيس شركة مقاولات لتمهيد الطرق. وفي عام 1955 نجح شامير في العمل بالموساد ووظائف خاصة أخرى. وقد ساعده في ذلك إيسار هارئيل. وقد تدرج شامير حتى وصل إلى مسؤول رفيع المستوى في هذه الوظائف. وقد كان حزب مباي في هذا الوقت هو الحزب الحاكم في إسرائيل ولم يسمح هذا الحزب بانضمام أعضاء ذوي آراء سياسية تعارض آراء الحزب فلم يسمح الحزب لأي عضو يخالفه في الفكر من تقلد مناصب حكومية رفيعة المستوى إلا أن هناك وظائف استثنائية وهي تلك الوظائف التي كانت تقع تحت قيادة هارئيل مثل مصلحة الأمن العام (الشاباك) والموساد. وقد عمل شامير في وظائف تكتيكية كما أنه أسس وترأس وحدة (الخليج) ووحدة الاغتيالات في الموساد. ومن بين عمليات الاغتيال التي قام بها هي محاولة الاعتداء على علماء ألمانيين كانوا يقومون بتطوير أسلحة حديثة في مصر. في عام 1965 اعتزل شامير العمل في الموساد واتجه إلى العمل الخاص حيث أدار لعدة سنوات مصنع للمطاط في قرية تسبا.

### الدخول إلى عالم السياسة
في مارس 1970 انضم شامير لحركة الحرية بعد أن عرض عليه تولي منصب رئيس القسم التنظيمي للحركة. وقد طالب شامير لسعي الحكومة على إيفاد مهاجرين جدد من الاتحاد السوفيتي إلى إسرائيل حيث أكد على أهمية مثل هذه الخطوة كوسيلة لحل مشكلة النقص السكاني الذي تعاني إسرائيل من ويلاته.ومع تولي شامير هذا المنصب اهتم بمجال التعليم السثياسي وقراءة كتب كثيرة عن الأنظمة البرلمانية في مختلف أنحاء العالم. وقد بذل قصارى جهده في تطوير الفروع المحلية لحركة الحرية الأمر الذي أدى إلى الربط بين مركز حركة الحرية وفروعها المختلفة في إسرائيل. وقد عمل شامير على زيادة أعضاء المركز وذلك فمن خلال توقية سياسيين محليين نجحوا في فروعهم المختلفة للحركة وانتخابات المجالس المحلية الأمر الذي أدى إلى ترقيتهم للعمل في المقر الرئيس للحركة والذي كان يعد مركزا عاما على المستوى القطري لإسرائيل. وكان من بين هؤلا الناشطين ناشطون ينتمون إلى طوائف شرقية.
في انتخابات الكنيسيت الثامنة التي إجريت في نهاية عام 1974 تم انتخاب شامير للكنيسيت عن حركة الحرية والتي تعد حركة فرعية تندرج تحت قائمة حزب الليكود. وقد كان شامير في هذه الدورة عضوا في اللجنة الخارجية والأمن ولجنة رقابة الدولة. فيء عام 1975 تم انتخاب شامير كرئيس لحركة الحرية وهو المنصب الذي ظل شامير يتقلده لسنوات عدة. في مارس 1977 قاد شامير حركة الحرية لتصبح الحركة الأولى في تبني خطة عامة تقوم على اختيار النواب المترشحين على معاعد الكنيسيت من بين أعضاء المركز الرئيسي للحركة. وقد قام شامير بهذه التغييرات وسط معارضة قائد الحركة مناحم بيجن حيث استغل شامير غياب بيجن عن المشهد اسياسي بعد تعرضه لأزمة قلبية حادة فما كان من بيجن إلا وقد حرمه من تولي منصب وزير في حكومته.

### رئاسته للكنيسيت
بعد التحولات السياسية التي شهدتها إسرائيل عام 1977 تم انتخاب شامير كرئيس للكنيسيت. وقد كان شامير هو أول شخص يتولى هذا المنصب عن حزب الليكود. في الوقت الذي كان سياسيون ينهون مسيرتهم السياسية بتقلد هذا المنصب نظرا لكون هذا المنصب يعد المحطة الأخيرة والمشرفة لأي سياسي في العمل السياسي. وقد كان من المنطقي أن يتولى شامير هذا المنصب حيث أنه تقلد رئاسة الكنيسيت وهو يبلغ من لعمر 62. وقد ترأس شامير الكنيسيت في عدة جلسات هامة وشائكة على مدار تاريخ الكنيسيت.
وذلك على سبيل المثال ترأسه للكنيسيت خلال خطاب الرئيس المصري محمد أنور السادات الذي ألقاه أما الكنيسيت عام 1977. كما أشرف شامير على التصويت على اتفاقية كامب ديفيد في سبتمبر 1978. وقد كان شامير من مؤيدي فكرة إسرائيل المتكاملة الأمر الذي جعله لا يوافق على اتفاقية السلام المبرمة مع مصر والتي نصت على انسحاب إسرائيل من شبه جزيرة سيناء ولهذا متنع شامير عن التصويت على هذه الاتفاقية.

### وزير الخارجية
في أكتوبر 1979 تنحى موشيه ديان عن منصب وزير الخارجية وفي بداية الأمر تم عرض هذه الوزراة على رئيس الحكومة يجأل يادين والذي رفض تولي هذا المنصب. وتولى مناحم بيجن وزارة الخارجية لمدة خمسة أشهر وبعد ذلك تولى شامير هذا المنصب في مارس 1988 تزامنا مع انتهاء منصبه كرئيس للكنيسيت ليأتي محله أسحق برمان. وقد استمر شامير في منصب وزير الخارجية بعد انتخابات الكنيسيت العاشرة في عام 1981 والتي فاز فيها حزب الليكود للمرة الثانية وقام مناحم بيجن حكومته الجديدة. خلال فترة تولي شامير منصب وزير الخارجية برت إسررائيل بالتزاماتها الإقليمية المنصوص عليها في معاهدة السلام المقامة مع مصر بما في ذلك الانسحاب من سيناء وأخلاء المستوطنات.

### الولاية الأولى له كرئيس للحكومة
في 28 أغسطس 1983 وخلال اجتماع الحكومة أعلن مناحم بيجين وبصورة مفاجئة عن عدم قدرته الاستمرار في منصب رئيس الحكومة. وقد كان شامير ودافيد ليفين هما أبرز المرشحين لهذا المنصب، وقال ليفين لبيجين (هناك شخص أهلٌ بأن يحل محلك) قاصداً بذلك نفسه. وقد حاول شامير أن يجري مفاوضات مع ليفي واقترح عليه تولي منصب نائب رئيس الحكومة بالإضافة الي الحصول علي صلاحيات واسعة إلا أن ليفي لم يوافق واعلن عن رغبته في المنافسة علي منصب رئيس الحزب ومنصب رئيس الحكومة عن حزب الليكود. وقد حظي شامير في الانتخابات الداخلية لحزب الليكود علي 59 % من الأصوات وعليه فقام الرئيس الإسرائيلي آنذاك، حاييم هرتسوج، بتكليف شامير بتشكيل الحكومة الجديدة، وفي العاشر من أكتوبر 1983 تولي شامير رئاسة الحكومة السابعة في الدولة العبرية مع احتفاظ شامير بحقيبة الخارجية والتي تولاها خلال فترة تولي بيجين رئاسة الحكومة.
وقد تولي شامير منصبه في وقت كانت تعاني فيه إسرائيل من أزمة أمنية واقتصادية واجتماعية كبيرة، وقد جاءت حالة الانكماش الاقتصادي، الذي سيطر علي إسرائيل في تلك الفترة، كنتيجة للأزمة الاقتصادية العالمية بإلاضافة إلي سياسات وزير المالية، يورام اريدوم.
أما من الناحية العسكرية فقد كان الجيش الإسرائيلي في ذلك الوقت محتلا لأجزاء من لبنان وذلك بعد انسحابه من جبال الشوف في مطلع شهر سبتمبر من عام 1983 . وقد سادت حالة من الاستقطاب داخل المجتمع الإسرائيلي علي خلفية حرب لبنان.

#### الوضع الاقتصادي
كانت الجهود الأولي لشامير كرئيس للحكومة تتبلور في دوره الكبير في رفع قيمة الشيكيل الإسرائيلي بارتفاع بلغ 23% . وقد كان لارتفاع قيمة الشيكيل أبلغ الأثر في ضبط مؤشرات أسهم جميع البنوك الإسرائيلية. وفي الثالث عشر من أكتوبر لعام 1983 كشف وزير المالية، يورام أريدار، عن تبنيه لخطة تهدف لجعل الدولار هو العملة القانونية المعمول بها في إسرائيل، فما إن تم الكشف عن هذه الخطة قبل موعدها اضطر يورام إلي الاستقالة من منصبه ليشغل يحئال كوهين أورجاد حقيبة المالية.

#### الوضع الأمني
مع استمرار تعقد موقف اجيش الاسرائيلى وقعت في الرابع من نوفمبر 1983 كارثة صور النازية واتى قام فيها افراد المقاومة بهجوم انتحارى على مبنى الإدارة في صور وقد قتل في هذا الحادث نحو ستين شخصا من بينهم 28 من جنود جيش الاحتلال الاسرائيلى وشرطة حرس الحدود وفي حادث مشابه في 23 أكتوبر انفجرت شاحنة داخل قيادة سلاح المشاة البحرية الأمريكية في بيروت وقد نجم عن هذا الهجوم مقتل 150 جندي أمريكي الأمر الذي ادى إلى انسحاب القوات الفرنسية والأمريكية في لبنان.
و قد اسفرت المعارضة الإسرائيلية داخل المجتمع الاسرائيلى لوجود الجيش الاسرائيلى في لبنان فهم يرون ان المواطنون الإسرائيلين يدفعون ثمنا يوميا من نزيف الدم وقد تم استبدال نحو 4700 اسير امنى فلسطيني مقابل 6 جنود إسرائيلين لحركة ناحل (الشبيبة الطلائعية المحاربة) الذين قامت منظمة التحرير الفلسطينية باسرهم في أبريل 1984 وكشف الشباك (مصلحة الأمن العام) عن ان الحركة اليهودية تطورت في عمليات قامت بتنفيذها في الثمانينات وهي اغتيال رئساء المدن الفلسطينية واطلاق النيران على الكلية الإسلامية في الخليل ومحاولة تفجير حافلات تقل عرب من شرق القدس.

### فترة ولايته الثانية كرئيس للحكومة وهي الفترة التي تولاها بالنتاوب مع بيريز
على الرغم من ان الكثيرين قد توقعوا حدوث نجاح كبير لحزب الليكود، الذي يترأسه شيمعون بيريس، في انتخابات الكنيسيت الإحدى عشرة فقد نجح شامير في تقليص الفجوة المتوقعة لحزب الليكود في الانتخابات من 48 مقعد في الكنيسيت إلى 41 مقعد في الكنيسيت الأمر الذي أدى إلى عدم نجاح بيريس في إقامة حكومة يسار مستقلة وعليه فتحتم على بيريس ضم أحزاب دينية إلى الحكومة وبعد اتصالات مكثفة وبعد أن كلف الرئيس الإسرائيلي حاييم هرتسوج شيمعونَ بيريس بتشكيل الحكومة إلا أن بيريس فشل في ذلك مما جعل حاييم هرتسوج وفي خطوة غير مسبوقه بتشكيل الحكومة من أحزاب مختلفة لينجح في التوصل إلى اتفاق على تسوية تقتضي بشغل بيريس لمدة سنتين منصب رئيس الحكومة ونفس المدة يشغلها شامير كرئيس أيضا للحكومة.

#### وزير الخارجية في حكومة الائتلاف
واجه الحكومة الجديدة تحديان رئيسان إلا أن في نهاية الأمر تحققت الأهداف المرجوة لمواجهه هذه التحديات ويتلخص التحديان في التحدي الأمني حيث يتم العمل على القضاء على التضخم الاقتصادي وتدعيم السوق التجارى والعمل على خروج الجيش الإسرائيلي في لبنان.
و قد أثرت خطة الدعم الاقتصادي لعام 1985 إلى وقوع التضخم الاقتصادي الذي مثل خطر فعليا على السوق الإسرائيلي وهدد استقرار الدولة العبرية وقد ظلت العلاقات متوترة بين قيادات حزب الليكود مرورا إلى وصف شامير لمؤيدي دافيد ليفي بأنهم زمرة من المجرمين. ولكن في نوفمبر وقع تصالح بين شامير وليفى ولكن كان صلحا ظاهريا وظل التوترات بين شامير وليفي تنخر في حزب الليكود حتى ألقى ليفي (خطاب القرود) عام 1992 الذي زعم فيه أن شامير ومؤيديه يرونه (بأنه قرد أبله) هبط من فوق الأشجار (أي أفل نجمه)

#### رئيس الحكومة في حكومة الائتلاف
على الرغم من دعوة الكثيرين لبيريس بألا يتخلى عن منصبه وبعد عدة أيام سادت حالة من التوترات والتي صاحبها أزمات ائتلافية وإعلانات متناقضة وفّى شيمعون بيريس بوعده وتخلى عن منصبه كرئيس للوزراء في 20 أكتوبر 1986 على أن يتولى وزارة الخارجية في حكومية شامير.

##### الانتفاضة الأولى
في حادث خطير يطلق عليه (ليلة الطاشرات الشراعية) توغل أحد رجال المقاومة والذي كان يستفل طائرة شراعية إلى قاعدة للجيش الاسرائيلى بجوار كريات شمونيه وقتل في هذا الحادث 6 جنود إسرائيلين في نوفمبر 1987 فما أن مرت أيام معدودة ووقعت الانتفاضة الشعبية الفلسطينية في الأراضي المحتلة.
وقد مثلت الانتفاضة عاملا مفاجئا على المستوى العسكري والسياسي في إسرائيل مما جعل شاميرو وزير الدفاع اسحاق رابين باتخاذ اجراءت عديدة في محاولة منهم لوقف الانتفاضة وقد استشهد عشرات الفلسطينيين في الشهر الأول في الانتفاضة وقد أظهرت صور تلفزيونية لجنود إسرائيلين مسلحين يعتدون بالضرب على أطفال ونساء وأسرى فلسطينيين.
وقد وقعت احتجاجات عارمة تندد بالعنف الذي تمارسه إسرائيل بحق الشعب الفلسطيني.

### فترة ولايته الثالثة كرئيس للحكومة
في الأول من نوفمبر 1988 اجريت انتخابات الكنيسيت الثانية عشر وقد نجح حزب الليكود والأحزاب اليمينية الدينية المتطرفة باغلبية بنحو 65 مقعد الا ان شامير واجه صعوبات عدة في تشكيل الحكومات، فقد قدم الحريديم مطالبات متطرفة فوجد شامير الحل لهذا الأمر في اقامة حكومة وحدة قومية مما ادى إلى تكوين هذه الحكومة تحت قيادته وتقلد بيريس في هذه الحكومة منصب وزير المالية واسحاق رابين احتفظ بمنصبه كوزير للدفاع.

#### حكومة يمينية دينية
استمرت الحكومة الجديدة في حالة التعنت السياسي الذي اتسمت به الحكومة السابقة ولكن زاد تعنت هذه الحكومة عن سابقتها فانضم إلى الحكومة حركت الاحياء الدينية المتطرقة فتقلد يوفال نئمال وزارة الطاقة والبنية التحتية وجاءول كهن مهمة نائب وزير العلوم والتكنولوجيا بالإضافة إلى انظمام حزب تسوميت الدينى حيث تولى رافائل ايتان حقيبة الزراعة وانضم حزب موليدت إلى الحكومة عام 1991 حيث تولى رحب عام زائفى منصب وزير الدولة الا ان حدثت احداث مفاجئة اسفرت عن تحول كلى في الحكومة وفي اعسطس 1990 احتلت العراق بقيادة صدام حسين الكويتَ لتدق طبول حرب الخليج.
وفي هذه الحكومة تولى شامير وزراة الدفاع والمالية لثلاثة أشهر حتى تولى الحليف السياسى لشامير موشيه ديان كرئيس لوزارة الدفاع ويستحاق مودعى لوزارة المالية.

#### في مواجهة الفلسطينيين
استمرت الانتفاضة الأولى الفلسطينية حيث قام رجال المقاومة الفلسطينية التابعين لحركة حماس باختطاف وقتل العريف ايلان سعدون في 3 مايو 1989 وفي 14 مايو1989 قررت الحكومة الإسرائيلية إجراء انتخابات محلية في يهودا والسامرة الا انه لم يتم تنفيذ القرار. وفي السادس من يوليو 1989قام أحد افراد المقاومة بتدمير اتوبيس اجاد مما اسفر مقتل 16 إسرائيليا.

#### حرب الخليج
انضم ائتلاف من الدول العربية إلى القوات الأمريكية التي احتشدت في الشرق الأوسط في عملية (حامى الصحراء) والتي تم إعادة تسميتها باسم عملية (عاصفة الصحراء) وقد شاركت السعودية ومصر وسوريا ودول أخرى في هذه العملية.
وقد كان امام صدام حسين خيار وحيد حتى يستطيع مواجهه القوة العسكرية التي احتشدت ضده وكان هذا الخيار يتمثل في احداث انقسام داخل الائتلاف وذلك من خلال اقامة علاقات قوية مع إسرائيل على الرغم من ان إسرائيل على علاقة وطيدة بالولايات المتحدة الأمريكية الأمر الذي جعل دولة كبيرة كسوريا تحجم عن المشاركة في هذا الائتلاف وقد حاولت إسرائيل اسقاط صدام حسين ووضح ذلك حينما وقع هجوم عراقي على اراضيها بالصواريخ ولم تقوم إسرائيل للمرة الأولى بالرد على هذا الهجوم.

## أسرته وما تركه من ميراث
تولى شامير رئاسة الحكومة لمدة سبع سنوات منفصلة بما يعني أنه أقصر رؤساء الحكومة تقلدا لهذا المنصب في الدولة العبرية فيما عدا دافيد بن جورين وبنيامين نتانياهو.
ولم يكن شامير شخصية كريزماتية مثل شخصيات عامة أخرى مثل ابراهام شطران ومناحم بيجن الذين جاء محلهم شامير فلم يكن لديه قدره بلاغية تثير حماسة الجماهير المحيطين به وقد كان شامير متزوجا من شلوميت توفي في 2011 وكان أبا لاثنين يائير وابراهام شامير وقد سمى مدرسة ابتدائية حكومية في مدينة حولون على اسمه ومن كتبه القول الفصل الصادر عام 1994 باللغة العبرية كما صدر طبعه أخرى بالإنكليزية لهذا الكتاب، كتاب خطابات إلى شلوميت الصادر عام 2001 وهي خطبات كتبها لزوجته خلال فترة اعتقاله في اريتريا.